# Kysre Gondrezick
Kysre Rae Gondrezick (Benton Harbor, 27 luglio 1997) è una cestista statunitense, professionista nella WNBA.
È la figlia di Grant Gondrezick.

## Carriera
È stata selezionata dalle Indiana Fever al primo giro del Draft WNBA 2021 (4ª scelta assoluta).

## Vita privata
A settembre 2023, è vittima di aggressione e tentato strangolamento da parte del fidanzato Kevin Porter, cestista degli Houston Rockets. Dall'estate 2024 fino a febbraio 2025 ha avuto una relazione con Jaylen Brown.